# 나비초등학교
나비초등학교는 대한민국 경기도 김포시에 있는 공립 초등학교이다.

## 역사
- 2013. 11. 25 시설공사 착공
- 2014. 08. 26 학교명 선정(나비초등학교)
- 2014. 11. 29 나비초등학교 준공
- 2015. 03. 01 나비초등학교 개교(초등학교 8학급, 병설유치원 3학급 편성)
- 2015. 03. 01 초대 박성우 교장 취임
- 2015. 03. 02 초등학교 시업식(재학생 153명) 및 입학식(신입생 50명)
- 2015. 03. 04 병설유치원 입학식(64명)
- 2015. 03. 05 1학급 증설(3학년)
- 2015. 09. 01 1학급 증설(1학년), 1학급 증설(4학년), 1학급 증설(5학년) - 초등학교 12학급
- 2015. 11. 09 1학급 증설(2학년) - 초등학교 13학급
- 2016. 02. 05 제1회 졸업식(24명)
- 2016. 03. 01 초등학교 17학급(특수학급 1학급), 병설유치원 3학급 편성
- 2016.03.02 특별실(보건실, 돌봄 2교실)구축
- 2016.05.01 특별실(미술실)구축
- 2017.02.10 제2회 졸업식(남26명 여22명 계48명)
- 2017.03.01 초등 19학급 / 특수 1학급 / 병설유치원 3학급 편성
- 2017.12.31 교원업무정상화 우수교 표창(교육감)
- 2017.12.31 혁신공감학교 운영 우수교 표창(교육장)
- 2018.02.09 제3회 졸업식(남 25명, 여 35명, 계 60명)
- 2018.03.01 초등 33학급 / 특수 1학급 / 병설유치원 3학급 편성